# Stor karingtand
Stor karingtand (Lotus palustris) är en ärtväxtart som beskrevs av Carl Ludwig von Willdenow. Stor karingtand ingår i släktet käringtänder, och familjen ärtväxter. Inga underarter finns listade i Catalogue of Life.